# Piratabborre
Piratabborre (Aphredoderus sayanus) är en fiskart i ordningen Percopsiformes som först beskrevs av Gilliams 1824. Piratabborre är ensam i släktet Aphredoderus som i sin tur är ensam i familjen Aphredoderidae. Inga underarter finns listade i Catalogue of Life.
Arten blir upp till 14 cm lång. Sidolinjeorganet är uppdelat i flera avsnitt eller  saknas helt. Fisken saknar fettfena. Hos äldre exemplar ligger djurets analöppning vid strupen. Det återspeglas i det vetenskapliga namnet som är bildat av de grekiska orden aphod (avföring, exkrement) och dere (strupe). Artepitet hedrar entomologen Thomas Say.
Piratabborre förekommer i vattendrag i Nordamerika som flyttar till Atlanten eller till Karibiska havet. Den når de sydliga av Stora sjöarna. Arten hittas även i mindre insjöar, dammar eller pölar i träskmarker. Födan utgörs av vattenlevande ryggradslösa djur som insekter eller kräftdjur, av mindre fiskar och av alger. Aphredoderus sayanus jagas själv av större fiskar, vattenlevande ormar och fåglar. Yngel faller även offer för trollsländornas larver.
Enligt en studie från floden Atchafalaya som är en gren i Mississippideltat sker äggläggningen och befruktningen under februari och mars. Några exemplar blev lite äldre än fyra år.